# Giordano Forti
Pour les articles homonymes, voir Forti.
Giordano Forti, né le 16 juillet 1910 à Milan et mort dans la même ville le 22 septembre 2015, est un architecte, designer et enseignant italien.

## Biographie
Giordano Forti est diplômé en architecture du Politecnico di Milano en 1935 ; il y a suivi l'enseignement et a été influencé par Piero Portaluppi et Gualtiero Galmanini, ce qui lui a valu les critiques de Gio Ponti (la relation de Portaluppi avec Ponti s'est avérée souvent conflictuelle même si une profonde estime mutuelle a toujours liée les deux architectes).

## Principales réalisations et projets
- 1949 : bâtiment B16, Via Folli à Milan, pour l'entreprise pharmaceutique Bracco (it)[1],[2].
- 1956 : avec Piero Portaluppi, Gualtiero Galmanini et Gio Ponti, extension du Politecnico di Milano (construction de l'Université d'architecture et de design[3],[4])
- 1957 : immeubles d'habitation à Milan, 16 viale Beatrice d'Este 16, avec Camillo Magni[5],[6].

## Publications
- Rapporto architetto-industria, 1960.
- Architetture industriali: l'ambiente architettonico, mezzo di potenziamento della moderna società industriale, Milan, Gorlich, 1964.